# Kamus Dewan
Das Kamus Dewan (mal. für Wörterbuch des Instituts) ist ein Wörterbuch der Malaysischen Sprache, das vom Dewan Bahasa dan Pustaka herausgegeben wird. Es ist das meistverkaufte Wörterbuch in Malaysia.
Das Wörterbuch eignet sich auch für das Studium malaysischer Literatur, da es umfangreiche Synonymvorschläge und Abkürzungen beinhaltet.
Es ist in Singapur auch bei Sprachprüfung im Fach Malaysische Sprache zugelassen, die im Rahmen der Prüfung General Certificate of Education für die Level 'N', 'O' und 'A' abgehalten werden.

## Ausgaben
Zum Stand 2005 lag das Wörterbuch in seiner vierten Auflage vor. Die Erstauflage wurde im Jahr 1970 auf den Markt gebracht, die zweite Auflage 1984, die dritte Auflage im Jahr 1994 und 1998 folgte die vierte Auflage. Von den vier Auflagen war die dritte Auflage mit mehr als 36.000 Einträgen und einem Umfang von 1566 Seiten die erfolgreichste. Die vierte Ausgabe umfasst 49.000 Einträge auf 1817 Seiten.

## Andere Versionen desKamus Dewan
Das Kamus Dewan ist auch in einer digitalen Version verfügbar. Die Software „Dewan Eja Pro“ sowie die kostenlose Smartphone-App „Kamus Pro 2012“ der Firma The Name Technology Sdn. Bhd. basiert ebenfalls auf dem Kamus Dewan.
Die Online-Version des Wörterbuchs wurde von KaryaNet entwickelt.